# Canton de Marseille-3
Le canton de Marseille-3 est une circonscription électorale française du département des Bouches-du-Rhône créée par le décret du 27 février 2014 et entrée en vigueur lors des élections départementales de 2015.

## Histoire
Un nouveau découpage territorial des Bouches-du-Rhône entre en vigueur à l'occasion des élections départementales de mars 2015, défini par le décret du 27 février 2014, en application des lois du 17 mai 2013 (loi organique 2013-402 et loi 2013-403). Les conseillers départementaux sont, à compter de ces élections, élus au scrutin majoritaire binominal mixte. Les électeurs de chaque canton élisent au Conseil départemental, nouvelle appellation du Conseil général, deux membres de sexe différent, qui se présentent en binôme de candidats. Les conseillers départementaux sont élus pour 6 ans au scrutin binominal majoritaire à deux tours, l'accès au second tour nécessitant 10 % des inscrits au 1er tour. En outre la totalité des conseillers départementaux est renouvelée. Ce nouveau mode de scrutin nécessite un redécoupage des cantons dont le nombre est divisé par deux avec arrondi à l'unité impaire supérieure si ce nombre n'est pas entier impair, assorti de conditions de seuils minimaux. Dans les Bouches-du-Rhône, le nombre de cantons passe ainsi de 57 à 29.
Le canton est entièrement inclus dans l'arrondissement de Marseille. Le bureau centralisateur est situé à Marseille.

## Représentation
| Période élective | Période élective | Mandat | Mandat   | Identité                                   | Nuance | Nuance | Qualité |
| ---------------- | ---------------- | ------ | -------- | ------------------------------------------ | ------ | ------ | --- |
| 2015             | 2021             | 2015   | 2021     | Henri Jibrayel                             |        | DVG    | Retraité Ancien député de la 7e circonscription des Bouches-du-Rhône Ancien conseiller général du canton de Marseille-Verduron                                                                  |
| 2015             | 2021             | 2015   | 2021     | Josette Sportiello                         |        | PS     | Présidente du groupe socialiste et écologiste au Conseil départemental Ancienne conseillère municipale de Marseille (2001 → 2020) Ancienne conseillère générale du canton de Marseille-Belsunce |
| 2021             | 2028             | 2021   | en cours | Sébastien Jibrayel (fils d'Henri Jibrayel) |        | PS     | Adjoint au maire de Marseille |
| 2021             | 2028             | 2021   | en cours | Josette Sportiello                         |        | PS     | Conseillère sortante, conseillère municipale (1er et 7ème arrondissements de Marseille) |

### Résultats détaillés

#### Élections de mars 2015
À l'issue du 1er tour des élections départementales de 2015, deux binômes sont en ballottage : Sophie Grech et Bernard Marandat (FN, 35,09 %) et Henri Jibrayel et Josette Sportiello (PS, 24,41 %). Le taux de participation est de 39,97 % (11 959 votants sur 29 921 inscrits) contre 48,55 % au niveau départemental et 50,17 % au niveau national.
Au second tour, Henri Jibrayel et Josette Sportiello (PS) sont élus avec 59,81 % des suffrages exprimés et un taux de participation de 46,18 % (7 698 voix pour 13 813 votants et 29 913 inscrits).

#### Élections de juin 2021
Le premier tour des élections départementales de 2021 est marqué par un très faible taux de participation (33,26 % au niveau national). Dans le canton de Marseille-3, ce taux de participation est de 22,71 % (7 150 votants sur 31 481 inscrits) contre 32,44 % au niveau départemental. À l'issue de ce premier tour, deux binômes sont en ballottage : Sophie Grech et Arezki Selloum (RN, 30,68 %) et Sébastien Jibrayel et Josette Sportiello (Union à gauche avec des écologistes, 26,43 %).
Le second tour des élections est marqué une nouvelle fois par une abstention massive équivalente au premier tour. Les taux de participation sont de 34,3 % au niveau national, 35,52 % dans le département et 26,27 % dans le canton de Marseille-3. Sébastien Jibrayel et Josette Sportiello (Union à gauche avec des écologistes) sont élus avec 64,61 % des suffrages exprimés (4 994 voix pour 8 275 votants et 31 497 inscrits),,.

## Composition
| Nom                               | Code Insee | Intercommunalité                   | Superficie (km2) | Population (dernière pop. légale)                 | Densité (hab./km2) | Modifier                                    |
| --------------------------------- | ---------- | ---------------------------------- | ---------------- | ------------------------------------------------- | ------------------ | ------------------------------------------- |
| Marseille (bureau centralisateur) | 13055      | Métropole d'Aix-Marseille-Provence | 240,62           | Fraction : 49 151 (2022) Commune : 877 215 (2022) | 3 646              | modifier les données · modifier les données |
| Canton de Marseille-3             | 1314       |                                    |                  | 64 566 (2022)                                     |                    | modifier les données                        |

Le canton de Marseille-3 comprend  la partie de la commune de Marseille située au nord d'une ligne définie par l'axe des voies et limites suivantes : depuis le Cap-Janet, ligne droite tracée jusqu'à l'intersection de l'autoroute A 55 et du chemin du Littoral, chemin du Littoral, boulevard Demandolx, rue de l'Alliance, traverse de la Madrague, chemin de la Madrague-Ville, rue Cazemajou, rue d'Anthoine, avenue Roger-Salengro, traverse du Bachas, boulevard Ferdinand-de-Lesseps, traverse du Bachas, ligne droite dans le prolongement de la traverse du Bachas, ruisseau des Aygalades, boulevard du Capitaine-Gèze, avenue Ibrahim-Ali, rue Le Chatelier, ruisseau des Aygalades, autoroute A 7 à partir de l'extrémité de la rue Augustin-Roux, ruisseau des Aygalades, ligne de chemin de fer, autoroute A 7, chemin de Saint-Antoine à Saint-Joseph, traverse de l'Église-de-Saint-Antoine, ligne droite dans le prolongement de la traverse de l'Église-de-Saint-Antoine, autoroute A 7, canal de Marseille, jusqu'à la limite territoriale de la commune des Pennes-Mirabeau.

## Démographie
En 2022, le canton comptait 64 566 habitants, en évolution de +3,63 % par rapport à 2016 (Bouches-du-Rhône : +2,48 %, France hors Mayotte : +2,11 %).
| 2013   | 2018   | 2022   |
| ------ | ------ | ------ |
| 64 512 | 46 285 | 64 566 |